# الكحول في كرة القدم

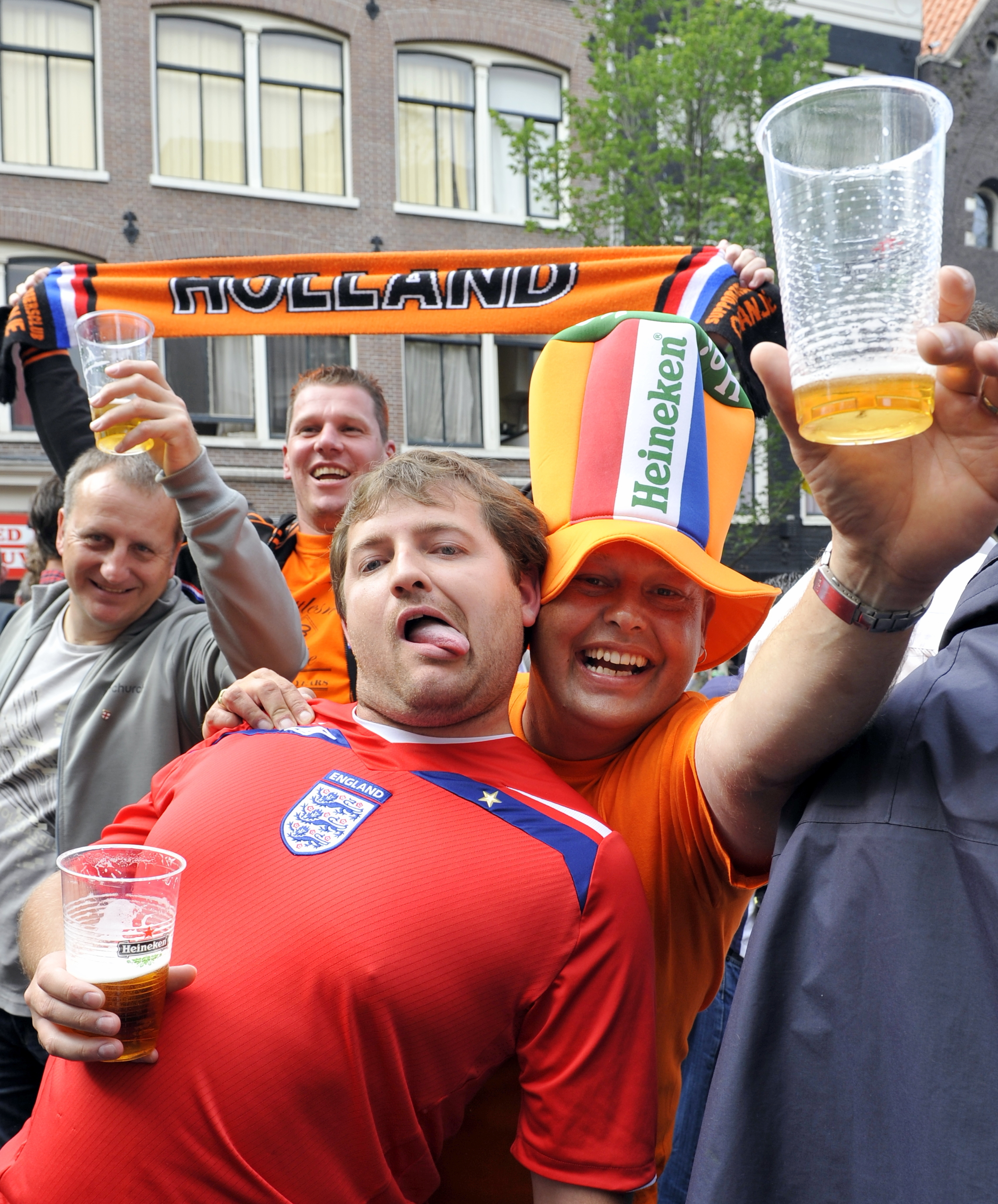
مشجعو كرة القدم الإنجليزية والهولندية يشربون معًا في عام 2009

تُعد شركات الكحول من الرعاة الرئيسيين لفرق وبطولات كرة القدم الكبرى. أُزيلت العلامات التجارية لشركات الكحول طوعًا من الأطقم الرياضية المقلدة الخاصة بالأطفال. بينما حظرتها فرنسا تمامًا. في انجلترا، يُمنع استهلاك الكحول في بعض أجزاء ملاعب التي تطل على أرض الملعب. أما في اسكتلندا، لا يُسمح بتناول الكحول في أي مكان داخل الملاعب باستثناء مناطق الضيافة الخاصة بالشركات.
في إنجلترا، كانت ثقافة شرب الكحول سائدة في كرة القدم، لكن هذه الثقافة بدأت تتراجع منذ أواخر التسعينيات بسبب قدوم مدربين أجانب مثل أرسين فينجر، إضافة إلى زيادة التركيز على الصحة واللياقة البدنية. عانى بعض لاعبي كرة القدم المشهورين من إدمان الكحول، الذي أدى في بعض الحالات إلى وفاتهم، بينما ارتكب آخرون جرائم عنف مرتبطة بالكحول. من ناحية أخرى، هناك لاعبون آخرون يمتنعون عن شرب الكحول لأسباب دينية.

## الكحول واللاعبين

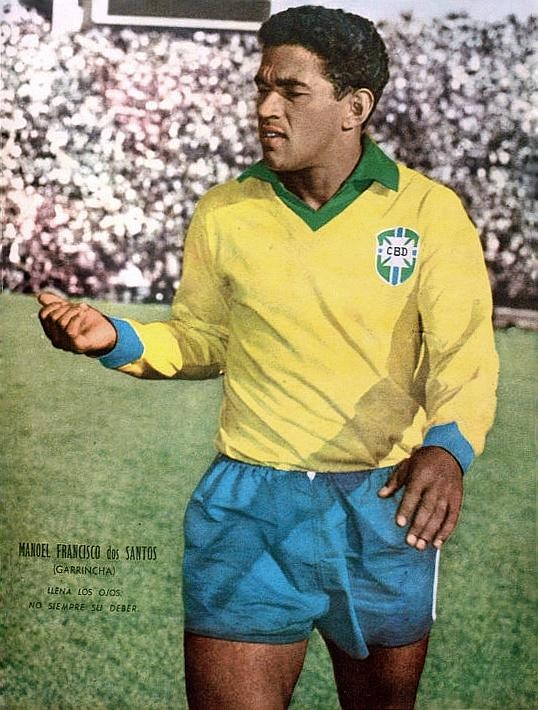
توفي جارينشا، بطل كأس العالم مرتين، عن عمر يناهز 49 عامًا بسبب تعاطي الكحول

تجسدت ثقافة الشرب في كرة القدم الإنجليزية في نادي الثلاثاء التابع لنادي أرسنال، حيث كان اللاعبون والمدربون يتجمعون لشرب الكحول بعد المباريات. لكن المدرب الفرنسي أرسين فينجر، الذي تولى تدريب أرسنال في عام 1996، كان من أول المدربين الذين حاولوا تغيير هذه الثقافة. كان فينجر يشجع لاعبيه على الامتناع عن الكحول من أجل الحفاظ على صحتهم وتحسين أدائهم الرياضي. في عام 2003، في مباراة بين أرسنال وساوثهامبتون، اختار فينجر لاعبًا شابًا يُدعى جيرمان بينانت والذي كان يبلغ من العمر 19 عامًا للمشاركة في المباراة. لكن بينانت كان قد عاد إلى منزله في الساعة 6 صباحًا بعد قضاء ليلة ساهرة، وكان لا يزال يعاني من آثار الكحول. رغم ذلك، سجل بينانت 3 أهداف في المباراة التي انتهت بفوز أرسنال 6-1. في عام 2016، صرح فينجر أنه لم تعد هناك ثقافة شرب كحول في كرة القدم الإنجليزية، حيث أصبح اللاعبون أكثر وعيًا بالمخاطر المرتبطة بذلك.
وفقًا للاعب تشيلسي السابق داميان داف، كانت ثقافة الشرب قوية في النادي خلال السنوات الأولى التي كان فيها جوزيه مورينيو مدربًا لنادي تشيلسي، حيث كان جون تيري، وفرانك لامبارد، وواين بريدج، وإيدور جودجونسن، وداف يخرجون معًا بشكل مستمر ويشربون بكثرة حتى الثمالة.
كان بول والش، اللاعب السابق في نادي ليفربول وتوتنهام هوتسبير، جزءًا من بيئة رياضية كان شرب الكحول أمرًا شائعًا فيها خلال فترة لعبه في الناديين. ذكر وولش أنه أثناء لعبه مع توتنهام كان كثيرًا ما يقود سيارته وهو في حالة سُكر. وكان يستخدم الكحول كوسيلة للتغلب على مشاعر الإحباط بسبب أدائه السيء في المباريات.
ومن بين اللاعبين الذين توفوا نتيجة الإدمان المزمن على الكحول، اللاعب الأيرلندي الشمالي جورج بيست (عن عمر 59 عامًا)  والبرازيلي جارينشا (عن عمر 49 عامًا).  من بين اللاعبين الذين عانوا من مشاكل طويلة الأمد مع الكحول توني آدامز، بول ميرسون،  بول جاسكوين،  نيل رودوك،  جاري تشارلز،  جيمي جريفز  برايان كلوف،  بول ماكجراث،  مالكولم ماكدونالد،  برايان ماكديرموت  وكيني سانسوم.
في عام 2020، توفي بيتر ويتينغهام نتيجة شجار غير جاد وهو في حالة سُكر في حانة بمدينة باري، في مقاطعة فيل غلامورغان ‏، حيث فقد توازنه أثناء الشجار، فمر عبر باب الطوارئ وسقط من على درجات سلم مكون من ثمانية درجات، مما تسبب له في إصابة في الرأس.

### لاعبو كرة القدم والجرائم المتعلقة بالكحول
من بين لاعبي كرة القدم الذين أدينوا بارتكاب جرائم عنف بعد شرب الكحول: لي بوير، كريس بيتني ‏، كيفن هيرد، مارلون كينج، آدم هاميل، جوش باين، أنتوني ستوكس، جيمس تومكينز، شون نيوتن، بول كونلون (القتل غير العمد) وماركوس ماديسون.
في يناير 2020، تعرض جوردان سينوت لكسر في جمجمته إثر شجار في مدينة ريتفورد بمقاطعة نوتنغهامشير. وفي يوليو 2020، حُكم على رجلين، كاي دينوفان وكاميرون ماثيوز، بالسجن بتهمة القتل غير العمد لدورهما في الهجوم العنيف والمخمور الذي أدى إلى وفاة سينوت. حُكم على دينوفان بالسجن 11 عامًا، بينما حُكم على ماثيوز بالسجن 8 سنوات و3 أشهر.

### القيادة تحت تأثير الكحول
من بين لاعبي كرة القدم الذين أُدينوا بمخالفات مرورية بسبب القيادة تحت تأثير الكحول: بوبي مور، يحيى توريه، واين روني، كريغ بيلامي، تشارلي آدم، هوغو لوريس، جيسي لينغارد، روبرتو فيرمينو، داني درينكووتر، تريفور سنكلير، جويلينتون، جون أوبي ميكل، داني غراهام، بيتر شيلتون، توماش ريبيكا، ‏ راي ويلكينز، جيرمان بينانت، بول ميرسون، أولي ماكبيرني، ديفيد بينتلي، باري بانان، فابيان ديلف، نيل رانغر، كريس إيغلز، جان فيليب جبامين، جيمس بيتي أليكسندرو بيرنابي، ستيفان هوغز، كالوم ماكغريغور، مايكل أونيل،لايتون جيمس، أليكس بون، مروان دا كوستا، شين دافي، جيمس هورست وكورتني ميبين-والتر.
في عام 2018، أُدين دارون جيبسون بمخالة مرورية بسبب القيادة تحت تأثير الكحول للمرة الثانية بعد إدانته سابقًا في عام 2015. تبين أن جيبسون الذي صدم سيارات متوقفة أثناء توجهه للتدريب مع ناديه سندرلاند كان يتجاوز الحد المسموح به للقيادة تحت تأثير الكحول بثلاث مرات. فسخ نادي سندرلاند عقده بعد هذه الحادثة. 

### الوفيات المرتبطة بالقيادة تحت تأثير الكحول
في أغسطس 2003، تُوفي جيمي ديفيس في حادث سير على الطريق السريع M40 في أكسفوردشير بعد أن اصطدم بمؤخرة شاحنة مقطورة تزن 32 طنًا. وقد تبين أنه كان يتجاوز الحد القانوني للقيادة تحت تأثير الكحول بمرتين.
في عام 2008، حُكم على حارس المرمى لوك مكورميك بالسجن لمدة سبع سنوات وأربعة أشهر بعد اعترافه بقتل شقيقين صغيرين على الطريق السريع M6، أثناء قيادته بشكل متهور وهو تحت تأثير الكحول بمقدار ضعفي الحد القانوني.
في مايو 2018، اصطدم جيلوايد صامويل بشاحنة أثناء قيادته سيارة رينج روفر في مقاطعة تشيشاير.اندلعت النيران في السيارة وتوفي صامويل في مكان الحادث. أظهر التحقيق أنه كان يتجاوز الحد القانوني للقيادة تحت تأثير الكحول بمرتين، وأن سيارته انحرفت إلى الجهة المقابلة للطريق، مما أدى إلى وقوع تصادم أمامي.

### لاعبو كرة القدم المسلمون والكحول
لا يشرب لاعبو كرة القدم المسلمون الكحول بشكل عام، ولذلك تُعدَّل الاحتفالات لتجنب تعريضهم له. ومع ذلك، ارتكب بعض اللاعبين المسلمين مخالفات قيادة تحت تأثير الكحول، من بينهم يحيى توريه وحمزة تشودهاري.

### لاعبو كرة القدم ممتنعون عن شرب الكحول
من بين لاعبي كرة القدم البارزين الذين يمتنعون عن تناول الكحول كريستيانو رونالدو، وجاريث بيل، وجيرمين ديفو، وهاري كين ولو ماكاري.

### كرة القدم والأمراض المرتبطة بالكحول
في عام 1932، أُقيل مدير نادي وست هام يونايتد سيد كينغ بعد وصوله إلى اجتماع مجلس الإدارة وهو في حالة سكر. في عام 1933، بعد فترة قصيرة من الإقالة، انتحر عن طريق شرب الكحول ممزوجًا بسائل مسبب للتآكل.
بعد اعتزاله في عام 2008، كشف كلاوس لوندكفام عن معاناته من الاكتئاب والإدمان على المخدرات والكحول بعد انتهاء مسيرته الرياضية. وقال عن إدمانه: «كنت أتناول 2 لتر (0.44 غالون إمب) من الكحول القوي يوميًا وأستخدم بين خمسة وعشرة جرامات من الكوكايين كل يوم». تلقى لوندكفام الدعم والعلاج للتغلب على إدمانه ومشاكله في عيادة سبورتينغ تشانس، وهي مركز للعلاج أسسه قائد أرسنال السابق توني آدامز لمساعدة الرياضيين.
في مارس 2021، شنق لي كولينز نفسه في غرفة فندق. في التحقيق، أعلن الطبيب الشرعي أن سبب الوفاة هو الانتحار. كشف التحقيق أن كولينز كان يستهلك الكحول بشكل مفرط يوميًا طوال العقد الماضي، وكان تحت تأثير الكحول والكوكايين وقت انتحاره.
في عام 2022، شنق جوي بوشامب نفسه بعد أن عانى من الاكتئاب وإدمان الكحول والصعوبات المالية.

## الكحول والمشجعين
في عام 1985، مُنع استهلاك الكحول في المدرجات والمناطق المطلة على الملعب في ملاعب كرة القدم الإنجليزية، وذلك للحد من أعمال الشغب والتصرفات العدوانية. كما شمل المنع الحافلات والقطارات التي كانت تنقل المشجعين إلى المباريات. ينطبق هذا على أعلى خمس مستويات من الدوري الإنجليزي، بدءًا من الدوري الممتاز وصولًا إلى الدوري الوطني.
مُنِعَت المشروبات الكحولية في جميع أجزاء ملاعب كرة القدم الاسكتلندية منذ أحداث الشغب التي وقعت في نهائي كأس اسكتلندا 1980 بين سيلتيك ورينجرز، باستثناء مناطق الضيافة الخاصة بالشركات. كان هناك نقاش حول إمكانية رفع هذا الحظر خلال بطولة كأس أمم أوروبا 2020، لكن الشرطة عارضت هذه الفكرة.
في عام 2012، تعرض حارس مرمى فريق شيفيلد وينزداي، كريس كيركلاند للاعتداء من قبل أحد مشجعي ليدز يونايتد الذي ركض إلى أرض الملعب وهو في حالة سكر. خلال محاكمته، وحسب المعلومات االمتوفرة للمحكمة، كان المشجع قد شرب عدة علب من الجعة و0.75 لتر (0.16 غالون إمب) من الفودكا قبل الوصول إلى شيفيلد، ثم تناول من 7 إلى 10 أكواب من السايدر. حُكم عليه بالسجن لمدة 16 أسبوعًا ومنع من حضور المباريات لمدة ست سنوات.

## الرعاية

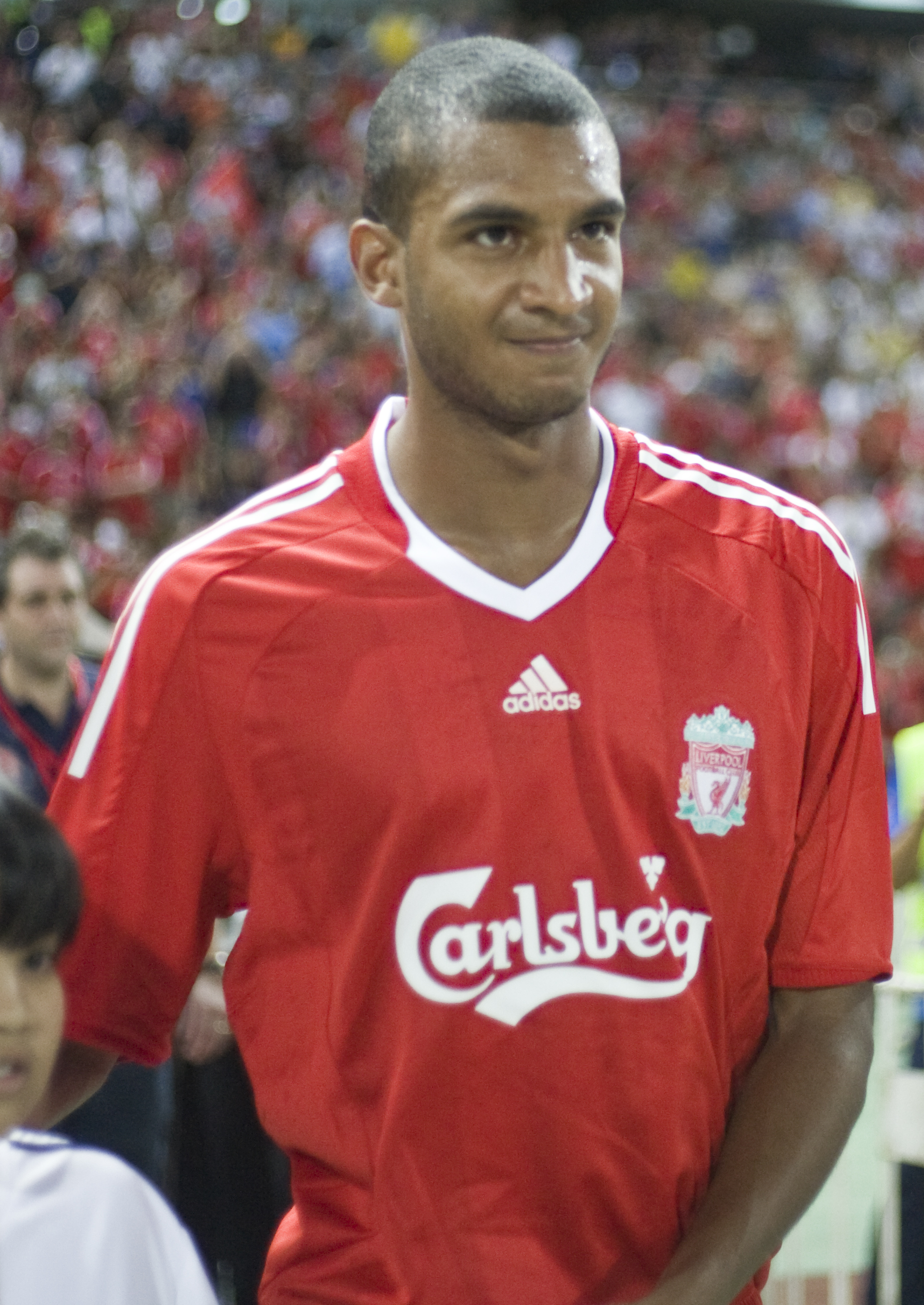
ديفيد نجوج لاعب ليفربول يرتدي قميصًا برعاية كارلسبيرغ في عام 2009

تشمل الأنديةالإنجليزية المدعومة من قبل شركات الكحول نادي ليفربول برعاية شركة كارلسبيرغ (1992-2010، ونادي نيوكاسل يونايتد برعاية شركة سكوتيش آند نيوكاسل ‏ (1980-2000)، ونادي إيفرتون برعاية شركة تشانج بير ‏ (2004-2017).  بحلول موسم 2017-2018، ولأول مرة في تاريخ الدوري الإنجليزي الممتاز، لم يعد هناك أي علامات تجارية لشركات الكحول على قمصان الأندية، حيث أصبحت شركات القمار هي المهيمنة. في اسكتلندا، كان الناديان المتنافسان سيلتيك ورينجرز يتشاركان رعاية شركة كارلينج (2003-2010) وتيننتس (2010-2013)، قبل أن يُوقِّع كل منهما عقد رعاية مع شركة مختلفة، حيث أصبح سيلتيك تحت رعاية شركة ماجنيرز، ورينجرز تحت رعاية شركة بلاكثورن سايدر ‏ وكان الهدف من رعاية كلا الفريقين من قبل نفس الشركات هو تجنب المقاطعة من قبل مشجعي الفريق المنافس.
تضمنت البطولات الإنجليزية التي كانت تحظى برعاية شركات الكحول، كل من الدوري الإنجليزي الممتاز الذي كان برعاية كارلينغ (من 1993 حتى 2001)، وكأس الاتحاد الإنجليزي الذي كان برعاية بودوايزر (من 2011 حتى 2014)، وكأس رابطة الأندية الإنجليزية المحترفة الذي كان برعاية شركة ورثينجتون ‏ (من 1998 حتى 2003) وكارلينغ (من 2003 حتى 2012). في اسكتلندا، كانت البطولات الكبرى مثل كأس اسكتلندا تحت رعاية شركة تيننتس (1989-2007)، ودوري كرة القدم الإسكتلندي برعاية شركة ويسكي بيل ‏ (1994-1998؛ 1999-2006).